# 55 TCN
Năm 55 TCN là một năm trong lịch Julius. 